# Oekraïne op het Eurovisiesongfestival 2011

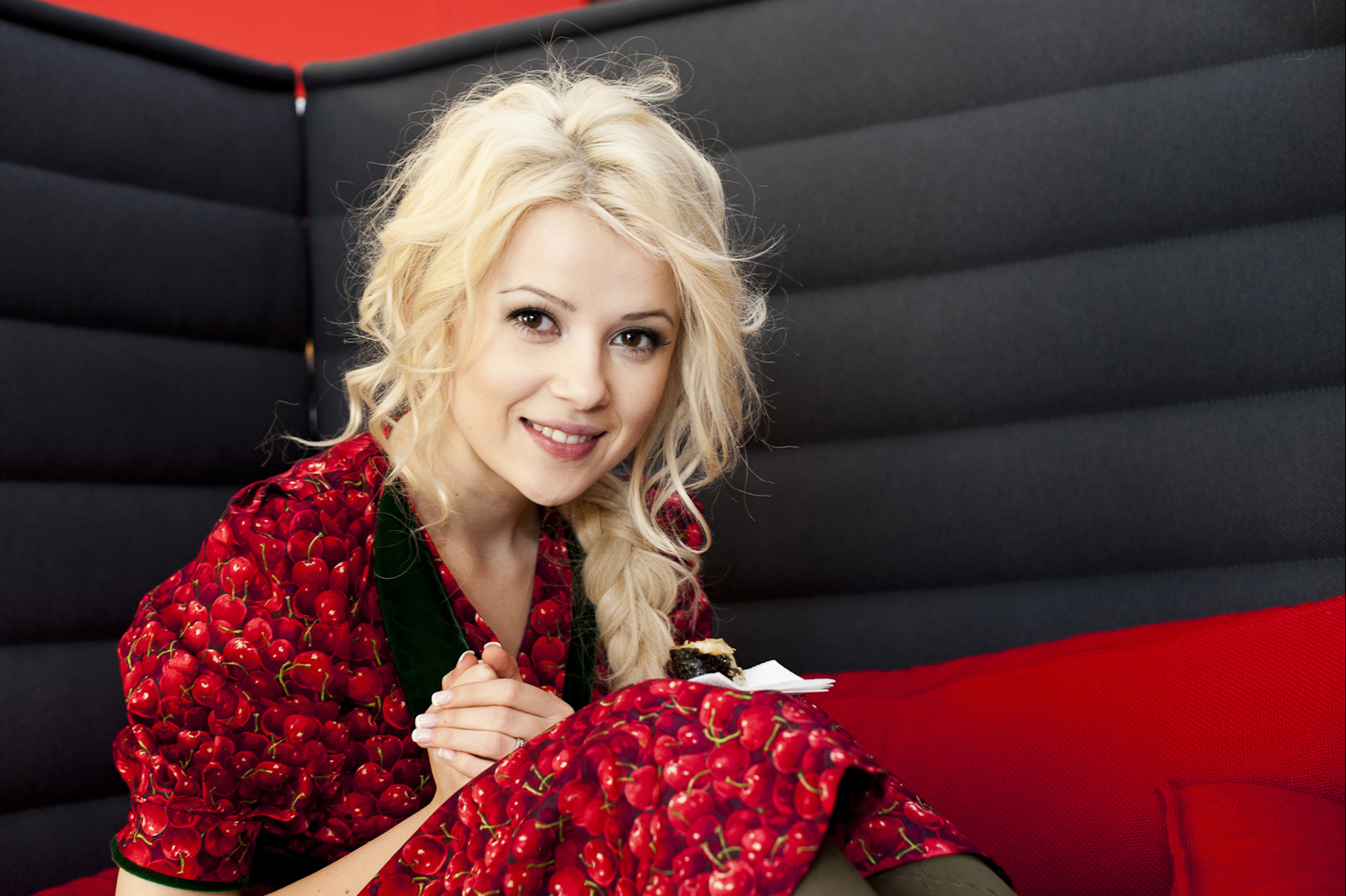
Mika Newton tijdens een interview in Düsseldorf.

Oekraïne nam deel aan het Eurovisiesongfestival 2011 in Düsseldorf, Duitsland. Het was de 9de deelname van het land op het Eurovisiesongfestival. De selectie verliep via een reeks voorrondes in oktober en november 2010, gevolgd door een nationale finale op 26 februari 2011. De NTU was verantwoordelijk voor de Oekraïense bijdrage voor de editie van 2011.

## Selectieprocedure
Op 22 augustus 2010 maakte de Oekraïense omroep bekend 35 kandidaten te hebben geselecteerd voor de nationale preselectie. Onder de deelnemers Anastasija Prychodko, de Oekraïense die in 2009 Rusland mocht vertegenwoordigen in Moskou, en Verka Serduchka, die tweede werd in 2007 namens Oekraïne met Dancing lasha tumbai. Op 31 oktober 2010 startten de voorrondes. Telkens zouden drie artiesten zich kwalificeren voor de halve finales, die zouden plaatsvinden op 5 en 12 december 2010. De keuze werd alleen bepaald door een vakjury. Van de overige kandidaten mocht er nog eentje naar de halve finales. Deze zou worden bepaald via een stemming per sms. Pas na afloop van de laatste halve finale werd deze gekwalificeerden bekendgemaakt. Nog voor de voorrondes begonnen, trokken enkele artiesten zich terug, waaronder Verka Serduchka.
Voor de start van de halve finales werden de spelregels echter grondig veranderd. Per voorronde kwalificeerden niet drie, maar vijf kandidaten zich voor de halve finales. Vier dankzij de jury, één door televoting. Er werden ook drie halve finales georganiseerd, één meer dan eerst voorzien. In elke halve finale traden acht kandidaten aan, waarvan er vijf doorgingen naar de nationale finale. Later werden er zes wildcards uitgedeeld. De NTU was niet beducht voor het veranderen van de reglementen tijdens de preselecties: het jaar ervoor werd het lied waarmee het land naar Oslo trok twee keer veranderd.
In de finale op 26 februari 2011, bijna vier maanden na de start van de preselecties, traden zeventien deelnemers aan in plaats van de geplande 21. Vier artiesten werden om onbekende redenen gediskwalificeerd. Uiteindelijk won Mika Newton met het lied Angel. Door haar zege zou zij Oekraïne mogen vertegenwoordigen op het zesenvijftigste Eurovisiesongfestival. Net als het jaar ervoor was de uitslag echter controversieel: jurylid Hanna Herman vroeg om een hertelling van de stemming omdat er geruchten waren over fraude. In een persmededeling liet de NTU weten dat er een nieuwe finale zou worden gehouden op 3 maart 2011 met de top drie uit de oorspronkelijke finale. Jamala gaf aan niet opnieuw te willen deelnemen in de nationale finale van Oekraïne. De finale zou dus gaan tussen Mika Newton en Zlata Ohnevitsj. Echter, ook Ohnevitsj gaf er uiteindelijk de brui aan, waarna de NTU besloot om de stemmen publiekelijk te hertellen om aan te tonen dat Mika Newton de terechte winnares was.

## Nationale selecties

#### Eerste voorronde
31 oktober 2010
| Volgorde | Artiest        | Lied                  |
| -------- | -------------- | --------------------- |
| 1        | Yakov Smirnov  | You'll be with me     |
| 2        | Zaklyopki      | Superhero (u-la-la)   |
| 3        | El Kravchuk    | Moya nadezhda         |
| 4        | Kristina Kim   | Victim of my love     |
| 5        | Elena Korneeva | Why did I say goodbye |
| 6        | Inna Voronova  | Mr. Fever             |
| 7        | Dariya Medova  | Infinity              |

#### Tweede voorronde
7 november 2010
| Volgorde | Artiest            | Lied          |
| -------- | ------------------ | ------------- |
| 1        | Para Normal'nyh    | Gliadi        |
| 2        | Ivan Berezovskiy   | Ave Maria     |
| 3        | HEKSI              | Sever-jug     |
| 4        | Edoeard Romanjoeta | Berega        |
| 5        | Metropolitan       | Think it over |
| 6        | Bahrome            | Chernoe more  |

#### Derde voorronde
14 november 2010
| Volgorde | Artiest             | Lied             |
| -------- | ------------------- | ---------------- |
| 1        | Arina Domski        | Prosto ljubov    |
| 2        | Vitalyj Galaj       | My expression    |
| 3        | Alexey Matias       | Always by myself |
| 4        | Shanis              | Ya tvoja         |
| 5        | Nataliya Pugachyova | Hey boy          |
| 6        | Jemchug             | Hero             |
| 7        | ARMIYA              | Allo allo        |

#### Vierde voorronde
21 november 2010
| Volgorde | Artiest              | Lied           |
| -------- | -------------------- | -------------- |
| 1        | Olexandr Kvarta      | Ne somnevausya |
| 2        | Vladislav Levitskiy  | Love           |
| 3        | Dash                 | No-one knows   |
| 4        | Zlata Ohnevitsj      | The kukushka   |
| 5        | Anastasija Prychodko | Action         |
| 6        | Mika Newton          | Angel          |
| 7        | Mila Nitich          | Goodbye        |

#### Vijfde voorronde
28 november 2010
| Volgorde | Artiest          | Lied                   |
| -------- | ---------------- | ---------------------- |
| 1        | Pavlo Tabakov    | Shake your body        |
| 2        | Jamala           | Smile                  |
| 3        | Denis Povaliy    | Aces high              |
| 4        | Maxim Novyts'kiy | True love can free you |
| 5        | Tanya Vorzheva   | Vse resheno            |
| 6        | Vroda            | Zhovtee zhyto          |

#### Eerste halve finale
5 december 2010
| Volgorde | Artiest             | Lied          |
| -------- | ------------------- | ------------- |
| 1        | Bahroma             | Černoe more   |
| 2        | Jemchug             | Hero          |
| 3        | Vitalyj Galaj       | My expression |
| 4        | HEKSI               | Sever-jug     |
| 5        | Zlata Ohnevitsj     | The kukushka  |
| 6        | Para Normal'nyh     | Gliadi        |
| 7        | Tanya Vorževa       | Vsyo rešeno   |
| 8        | Vladislav Levitskiy | Love          |

#### Tweede halve finale
12 december 2010
| Volgorde | Artiest              | Lied                  |
| -------- | -------------------- | --------------------- |
| 1        | Mika Newton          | Angel                 |
| 2        | Ivan Berezovskiy     | Ave Maria             |
| 3        | Shanis               | Ya tvoja              |
| 4        | Zaklyopki            | Superhero (u-la-la)   |
| 5        | Elena Korneeva       | Why did I say goodbye |
| 6        | Kristina Kim         | Victim of my love     |
| 7        | Denis Povaliy        | Aces high             |
| 8        | Anastasija Prychodko | Action                |

#### Derde halve finale
26 december 2010
| Volgorde | Artiest            | Lied             |
| -------- | ------------------ | ---------------- |
| 1        | ARMIYA             | Allo allo        |
| 2        | El Kravchuk        | Moya nadežda     |
| 3        | Jamala             | Smile            |
| 4        | Edoeard Romanjoeta | Berega           |
| 5        | Mila Nitič         | Goodbye          |
| 6        | Pavlo Tabakov      | Shake your body  |
| 7        | Dariya Medova      | Infinity         |
| 8        | Alexey Matias      | Always by myself |

#### Finale
26 februari 2011
| Plaats | Artiest              | Lied                  |
| ------ | -------------------- | --------------------- |
| 1      | Mika Newton          | Angel                 |
| 2      | Zlata Ohnevitsj      | The kukushka          |
| 3      | Jamala               | Smile                 |
| 4      | Dariya Medova        | Infinity              |
| 5      | Ivan Berezovskiy     | Ave Maria             |
| 6      | Alexey Matias        | Always by myself      |
| 7      | Edoeard Romanjoeta   | Berega                |
| 8      | Anastasija Prychodko | Action                |
| 9      | Elena Korneeva       | Why did I say goodbye |
| 10     | Mila Nitič           | Goodbye               |
| 11     | El Kravchuk          | Moya nadežda          |
| 12     | Vladislav Levitskiy  | Love                  |
| 13     | Bahroma              | Černoe more           |
| 14     | Denis Povaliy        | Aces high             |
| 15     | Zaklyopki            | Superhero (u-la-la)   |
| 16     | Jemchug              | Hero                  |
| 17     | Shanis               | Ya tvoja              |
| DSQ    | ARMIYA               | Allo allo             |
| DSQ    | HEKSI                | Sever-jug             |
| DSQ    | Tanya Vorževa        | Vsyo rešeno           |
| DSQ    | Vitalyj Galaj        | My expression         |

## In Düsseldorf
In Düsseldorf trad Oekraïne aan in de tweede halve finale, op 12 mei. Oekraïne was als zesde van negentien landen aan de beurt, na Slowakije en voor Moldavië. Bij het openen van de enveloppen werd duidelijk dat Mika Newton zich had weten te plaatsen voor de finale. Na afloop van het festival raakte bekend dat Oekraïne op de zesde plaats was geëindigd in de tweede halve finale, met 81 punten. In de finale was Oekraïne als 23ste van 25 landen aan de beurt, na Spanje en voor Servië. Aan het einde van de puntentelling stond Mika Newton op een mooie vierde plaats, met 159 punten.